# Philipp Kaider
Philipp Kaider (* 1985 in Wien) ist ein österreichischer Extremsportler, der 2022 und 2024 die Ultra-Rad-Weltmeisterschaften in Borrego Springs (USA) in der Kategorie 24-Stunden-Einzelzeitfahren sowie das Race Across America 2025 gewann.

## Werdegang
Kaider wuchs in Gaiselberg (Niederösterreich) auf und lebt in Wolkersdorf im Weinviertel.
Im Alter von 27 Jahren begann Philipp Kaider mit dem Radsport. 2022 bestritt Philipp Kaider erstmalig die Ultra-Rad-Weltmeisterschaften in der Kategorie 24-Stunden-Einzelzeitfahren und gewann überlegen mit einer Distanz von 856 Kilometern den Weltmeistertitel. Philipp Kaider ist damit einer von erst zwei Athleten, welche bei diesem Bewerb die Distanz von 850 Kilometern übertreffen, und einer von acht Athleten, die eine Distanz von 500 Meilen erreichen konnten. Am 24./25. Juni 2023 stellt er einen neuen Trans Austria Rekord auf, indem er in 19 Stunden mit dem Fahrrad Österreich von Feldkirch nach Nickelsdorf durchquerte, und den elf Jahre alten Rekord von Gerald Bauer um über 3 Stunden unterbot. Er legte die 673 Kilometer mit einer Durchschnittsgeschwindigkeit von 35,42 km/h zurück.
Mit einem Sieg bei seinem dritten Start beim Race Around Niederösterreich eröffnete Philipp Kaider die Saison 2023. Am 19. August 2023 gewann er zum ersten Mal das Race Around Austria. Dabei benötigte er 3 Tage, 17 Stunden und 47 Minuten.
Die Saison 2024 begann für Philipp Kaider mit einem zweiten Platz beim Race Around Niederösterreich, was zeitgleich den Gewinn der Österreichischen Meisterschaft in der Kategorie „Ultracycling Solo“ bedeutete. Am 13. Juli 2024 belegte er bei der Ultra-Rad-Weltmeisterschaft im Rahmen des Race Around Poland in der Kategorie „Solo supported“ über 3.600 km den zweiten Rang. Am 3. November 2024 gewann Philipp Kaider bei seiner zweiten Teilnahme an der 24-Stunden-Weltmeisterschaft in Borrego Springs mit persönlicher Bestleistung von 859 Kilometern (nach vorzeitigem Abbruch wegen starken Windes) seinen zweiten Weltmeistertitel.
Ein Jahr später, am 20. Juni 2025, gewann Kaider bei seinem ersten Antreten als bisher fünfter Österreicher das Race Across America in einer Zeit von acht Tagen 22 Stunden und 32 Minuten.

## Erfolge
2025
- 1. Platz Race Across America (USA)

2024
- 1. Platz – 24-Stunden-Einzelzeitfahren Weltmeisterschaft (Borrego Springs / USA)
- 2. Platz Ultra-Rad-Weltmeisterschaft „Solo supported“ – Race Around Poland
- 2. Platz Race Around Niederösterreich / Österreichischer Meister „Ultracycling Solo“

2023
- 1. Platz – Race Around Niederösterreich
- 1. Platz – Race Around Austria
- Trans Austria (Streckenrekord)

2022
- 1. Platz – 24-Stunden-Einzelzeitfahren Weltmeisterschaft (Borrego Springs / USA)
- 2. Platz – Race Around Austria

2021
- 1. Platz – Race Around Austria 1500 (Streckenrekord)
- 2. Platz – Race Around Niederösterreich
- 1. Platz – 4er Team / schnellste Runde / 24h Hitzendorf

2020
- 2. Platz – Race Around Niederösterreich

2019
- 2. Platz = U40 1. Platz – Glocknerman, Ultraradmarathon Weltmeisterschaft
- 1. Platz mixed Team / 1. Platz Gesamtwertung / schnellste Runde – 24h Hitzendorf (mixed 4er Team)
- 4. Platz – Einzelzeitfahren Zistersdorf
- 4. Platz – Einzelzeitfahren Neudorf

2018
- 3. Platz – Race Around Slovenia
- 1. Platz – 24h Cup (Grieskirchen, Kaindorf, Hitzendorf)
- 2. Platz – 24h Hitzendorf
- 1. Platz – 24h Kaindorf
- 4. Platz – 24h Grieskirchen
- 5. Platz – Einzelzeitfahren Neudorf
- 5. Platz – Einzelzeitfahren Gaubitsch
- 2. Platz – Einzelzeitfahren Mistelbach
- 4. Platz – MTB Trophy Stronegg (4er Staffel)

2017
- 1. Platz – Race Around Austria (2er Team)
- 1. Platz – 24h Hitzendorf (2er Team)
- 2. Platz – 24h Grieskirchen (2er Team)
- 2. Platz – Einzelzeitfahren Zistersdorf
- 1. Platz – Einzelzeitfahren Neudorf
- 3. Platz – Einzelzeitfahren Gaubitsch
- 4. Platz – Einzelzeitfahren Mistelbach
- 1. Platz – MTB Trophy Stronneg (4er mixed Staffel)

2016
- 2. Platz – Race Around Austria (2er Team)
- 2. Platz – 24h Grieskirchen (2er Team)
- 3. Platz – MTB Trophy Groß Engersdorf (4er Team)
- 2. Platz – MTB Enzersfeld
- 2. Platz – Einzelzeitfahren Zistersdorf
- 3. Platz – Einzelzeitfahren Mistelbach

2015
- 2. Platz – Bergzeitfahren Zistersdorf
- 11. Platz – Leithaberg Marathon
- 19. Platz – Wachauer Radtage
- 8h 46min – Ötztaler Radmarathon